# Tomb Raider I–III Remastered
Tomb Raider I–III Remastered är en actionäventyrsspel utvecklad och utgiven av Aspyr. Det är en samling som består av de tre första spelen av Tomb Raider-serien som ursprungligen utvecklades av Core Design: Tomb Raider (1996), Tomb Raider II (1997) och Tomb Raider III (1998). Tomb Raider I–III Remastered släpptes 14 februari 2024 till Nintendo Switch, Playstation 4, Playstation 5, Windows, Xbox One och Xbox Series X/S.

## Innehåll
Tomb Raider I–III Remastered är remaster-versioner av spelen. I samlingen kan spelaren växla mellan den ursprungliga eller den uppdaterade grafiken i spelen. Annat som är nytt är klassisk och modern kontrollsystem, uppdaterad kamerafunktion, hälsomätare för spelens bossar, fotoläge och över 200 achievements.

## Mottagande
Versionerna till Playstation 5 och Xbox Series mottogs av positiva recensioner från kritiker medan Nintendo Switch-versionen fick blandad kritik enligt webbplatsen Metacritic.

## Notiser
1. ↑  Ursprungligen utvecklad av Core Design, ytterligare arbete utfördes av  Crystal Dynamics och Saber Interactive[1]